# Stictopisthus fraxini
Stictopisthus fraxini är en stekelart som beskrevs av Schwenke 1999. Stictopisthus fraxini ingår i släktet Stictopisthus och familjen brokparasitsteklar. Inga underarter finns listade i Catalogue of Life.